# Světový pohár v biatlonu 2017/2018 – Oberhof

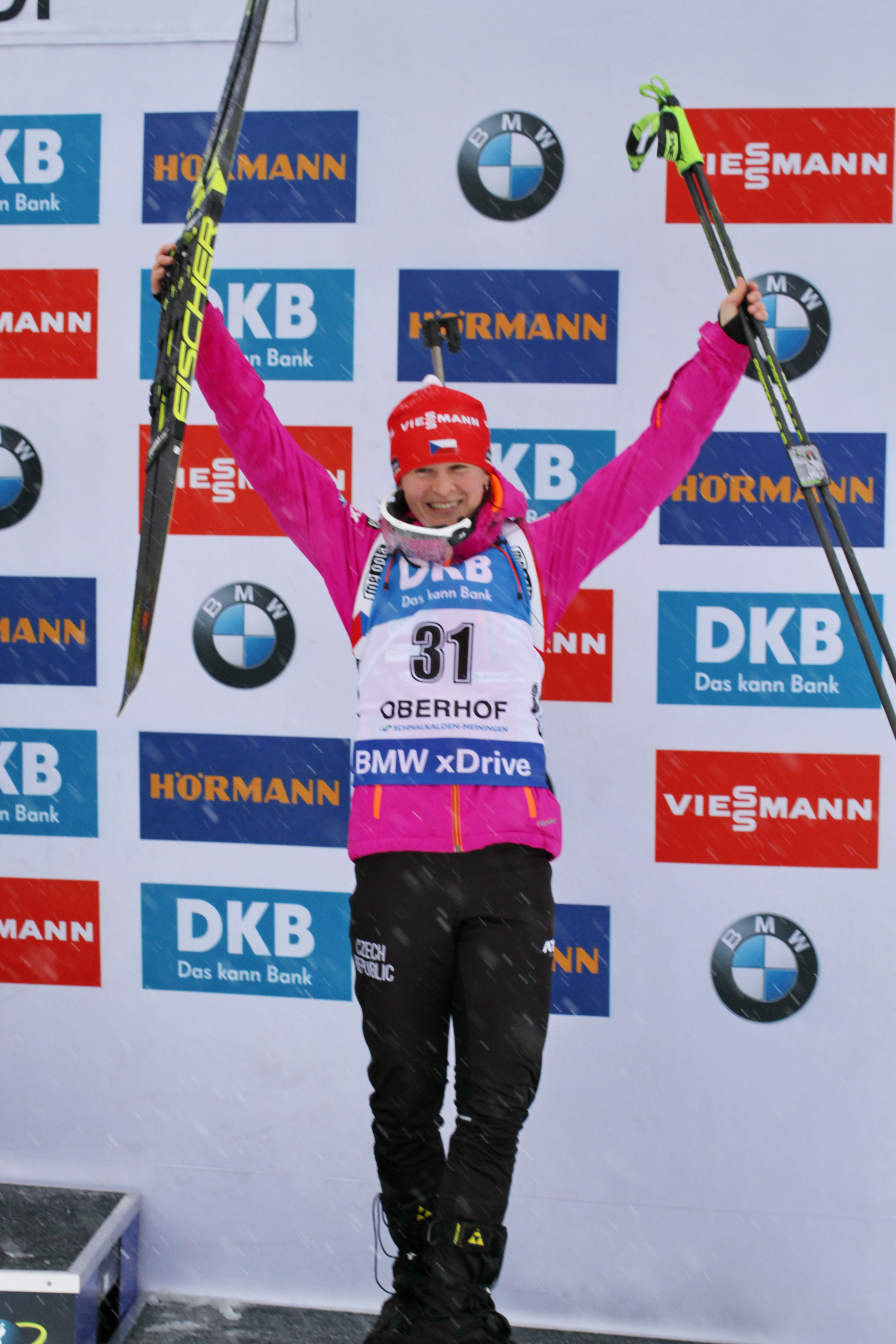
Veronika Vítková na stupních vítězů závodu ve sprintu

4. podnik Světového poháru v biatlonu v sezóně 2017/18 probíhal od 4.  do 7. ledna 2018 v německém Oberhofu. Na programu podniku byly závody ve sprintech, stíhací závody a mužské a ženské štafety.

## Program závodů
Oficiální program:
| Datum    | Disciplína           | Začátek (SEČ) | Počet závodníků |
| -------- | -------------------- | ------------- | --------------- |
| 4. ledna | Sprint (ženy)        | 12:30         | 92              |
| 5. ledna | Sprint (muži)        | 14:15         | 105             |
| 6. ledna | Stíhací závod (muži) | 12:15         | 58              |
| 6. ledna | Stíhací závod (ženy) | 15:00         | 57              |
| 7. ledna | Štafeta ženy         | 11:30         | 20 týmů         |
| 7. ledna | Štafeta muži         | 14:30         | 25 týmů         |

## Průběh závodů

### Sprinty

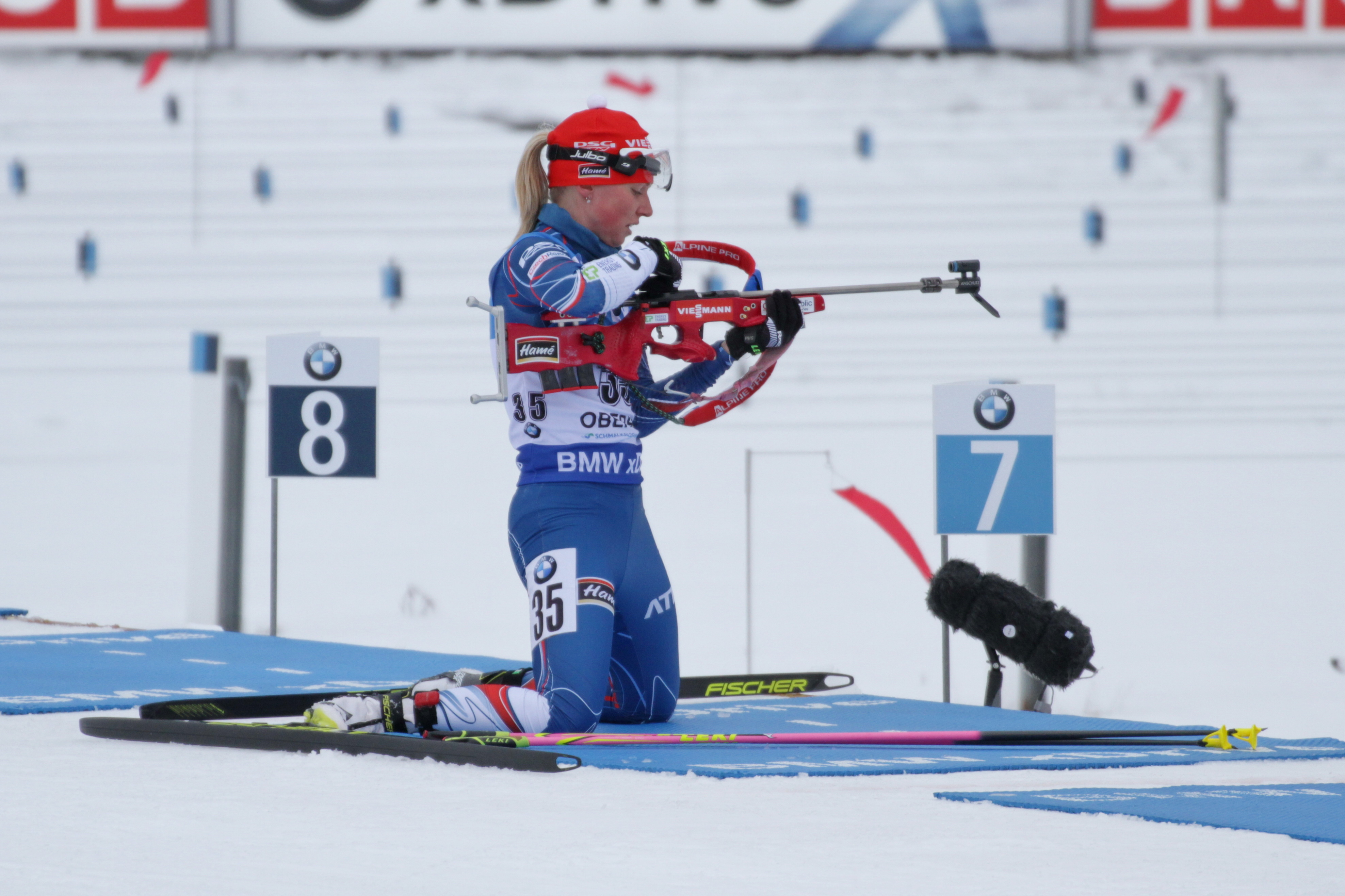
Eva Puskarčíková při sprintu

Závod žen byl ovlivněn větrem a proto vstoje střílelo jen velmi málo závodnic čistě. Jako jedné z prvních se to podařilo Slovence Anastasii Kuzminové, která se ihned dostala s náskokem na průběžnou první pozici a na té taky dojela do cíle. Obdobně se o několik minut později dařilo Veronice Vítkové, která po jedné chybě vleže zastřílela vstoje čistě a do posledního kola odjížděla za Kuzminovou. V posledním kole však zpomalovala a skončila nakonec třetí za Finkou Kaisou Mäkäräinenovou. Poprvé v tomto ročníku světového poháru se tak některá z českých reprezentantek umístila na medailovém místě. „Jsem nadšená, protože je to můj první individuální výsledek asi po třech letech na stupních vítězů,“ komentovala to Vítková pro Českou televizi. Dobře dopadl závod také pro Evu Puskarčíkovou, které sice zařízení ukázalo při střelbě vleže dva nezasažené terče, ale trenér Vítek reklamoval u rozhodčích, že druhý ve skutečnosti Puskarčíková zasáhla. Po uznaném protestu  jí bylo z dosaženého času odečteno 27 sekund, což jí posunulo na 10. místo.

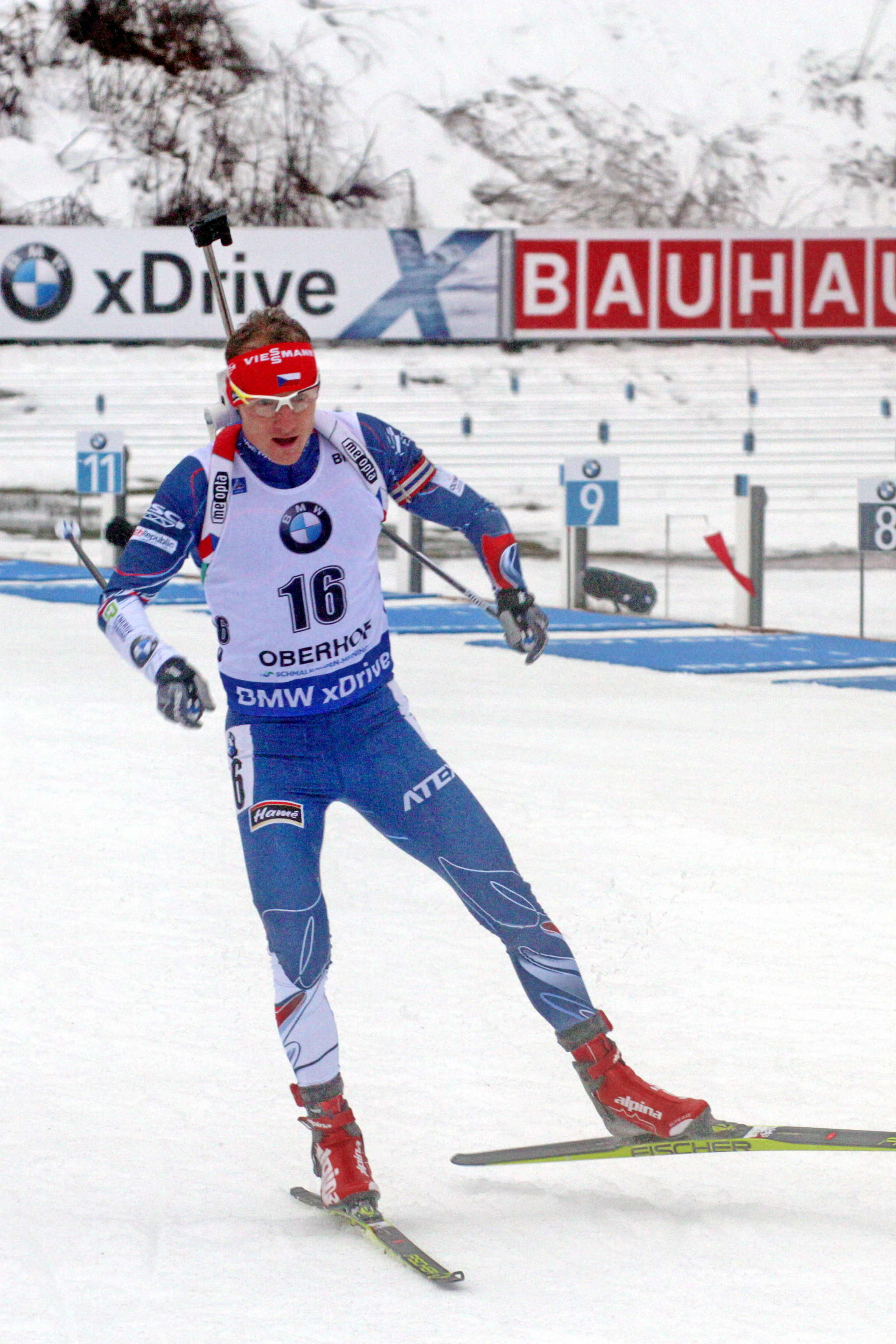
Ondřej Moravec

Také v závodě mužů se čeští reprezentanti oproti předvánočním výsledkům zlepšili. Michal Krčmář střílel vleže čistě a v průběžných časech se dlouho udržoval mezi prvními. Při druhé položce však nezasáhl jeden terč a přiblížil se mu tak na jednu desetinu sekundy Ondřej Moravec, který naopak udělal svou jedinou chybu při první položce. V posledním kole, zejména pak v posledním kilometru, měl více sil Krčmář, který dokončil na celkově devátém místě. Moravec dojel o pět sekund za ním jako jedenáctý. „Blížíme se pozicím, na kterých se chceme pohybovat“, řekl Krčmář po dojezdu. Trenéra Ondřeje Rybáře potěšilo také 25. místo Jaroslava Soukupa, který minulé dva podniky světového poháru vynechal. Závod vyhrál Martin Fourcade, i když rychleji běžel i střílel Nor Johannes Thingnes Bø. Ten však vleže nezasáhl dva terče a tuto ztrátu nedokázal stáhnout. Fourcada ještě ohrožoval v druhé polovině pole jedoucí Emil Hegle Svendsen. V každém kole však běžecky na Fourcada ztrácel několik sekund a to rozhodlo, že dojel druhý. 

### Stíhací závody

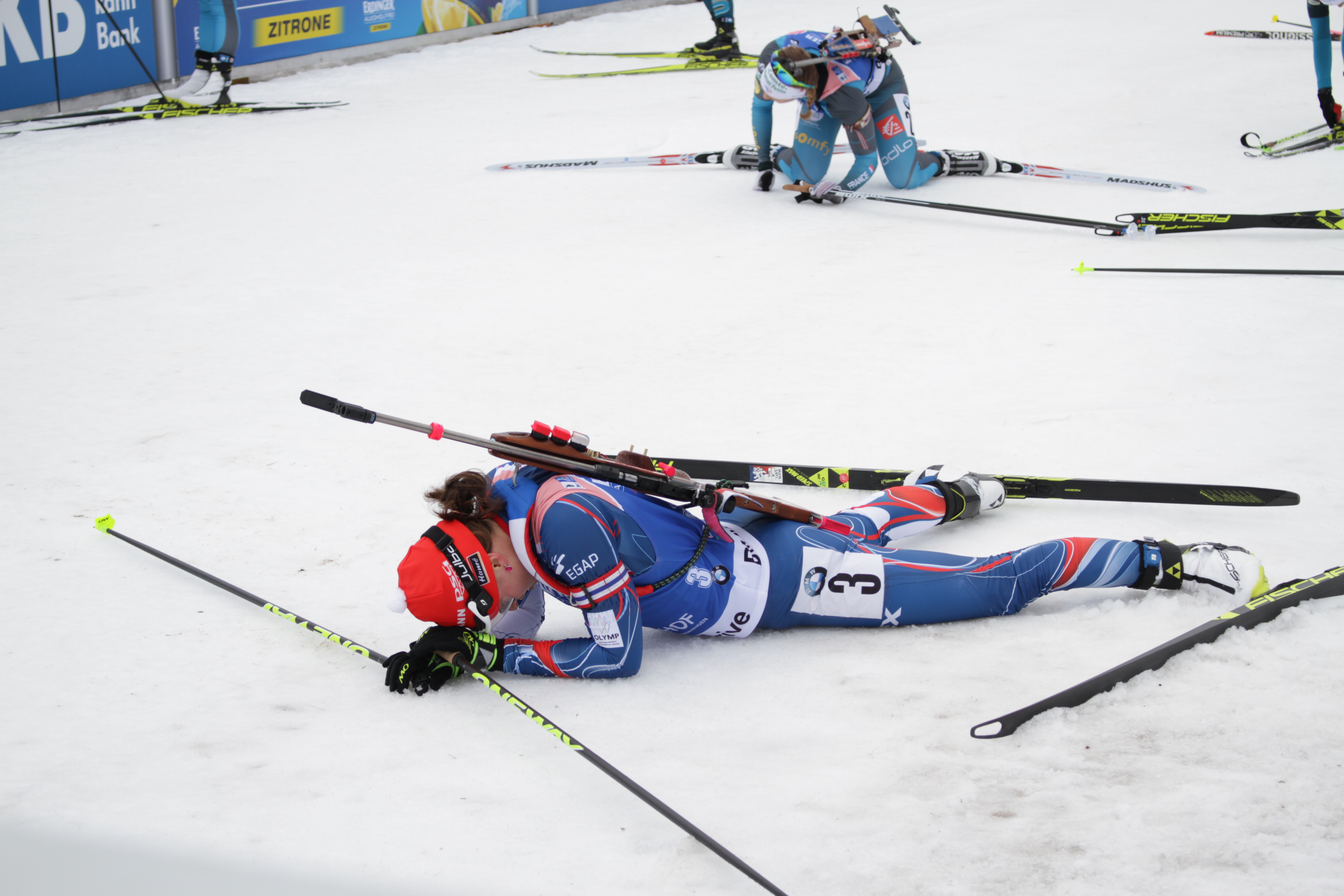
Veronika Vítková po dojezdu stíhacího závodu

V Oberhofu panovalo při závodě žen netypicky pěkné počasí a proto hodně závodnic střílelo jednotlivé položky čistě. To se sice nepovedlo Anastasii Kuzminové, která chybovala celkem dvakrát, ale díky rychlé střelbě, solidnímu běhu a náskoku z předcházejícího sprintu si neustále udržovala náskok v čele závodu a zvítězila. Za ní se umístily Italka Dorothea Wiererová a Ukrajinka Vita Semerenková, které střílely zcela bezchybně a tak se ze startovní 16. a 22. pozice posunuly až na medailová místa. Veronice Vítkové se nedařilo střelecky: při prvních třech střelbách nezasáhla vždy jeden terč, a tak i díky horšímu běhu klesala v průběžném pořadí. Až poslední položku zastřílela čistě, ale už se nezlepšila a dojela na 14. místě. Naopak Eva Puskarčíková střílela od začátku čistě a posouvala se průběžně až na 7. místo. V poslední střelbě vstoje však tři terče nezasáhla a klesla na 23. pozici.

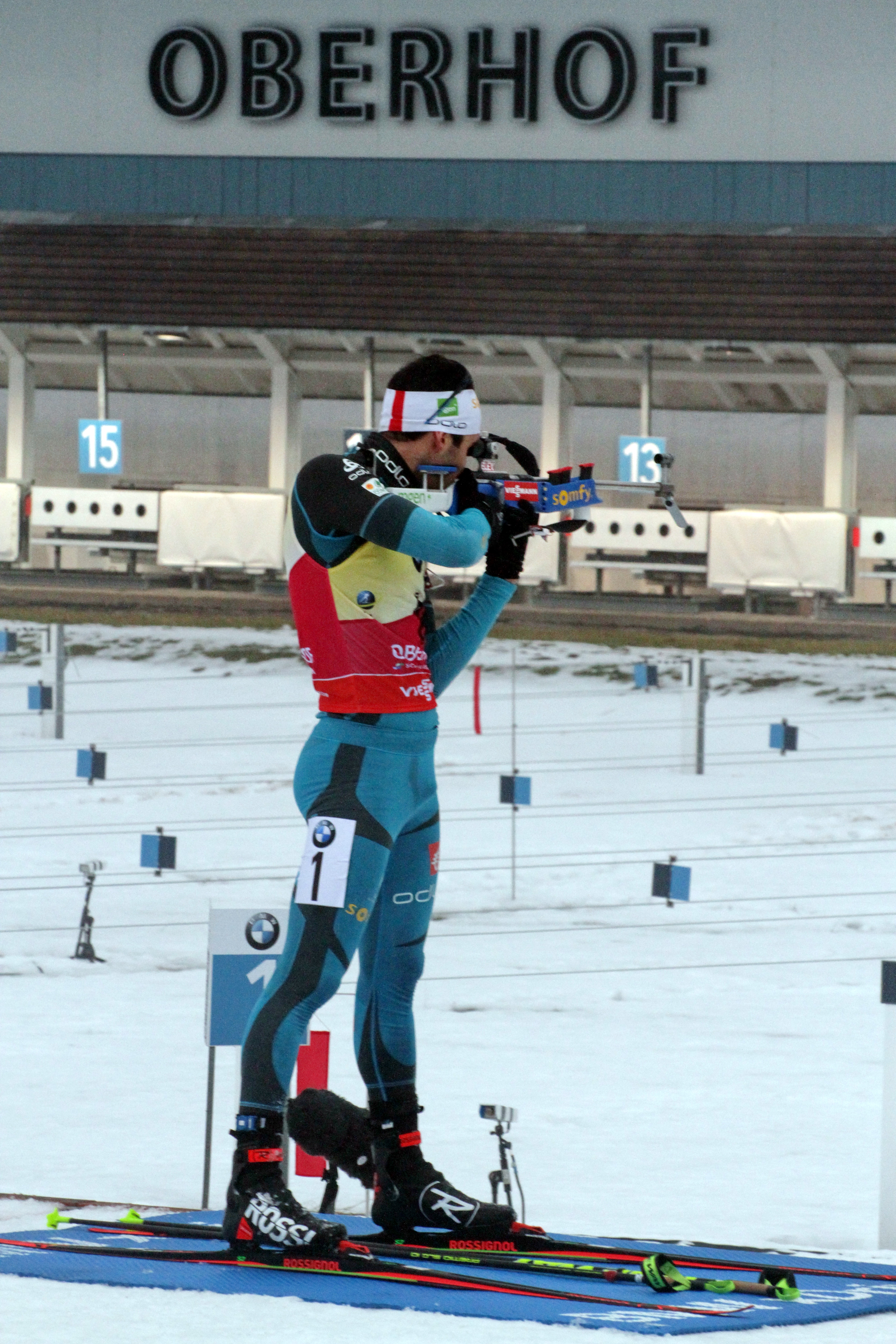
Martin Fourcade během stíhacího závodu

V závodě mužů si svoji pozici ze sprintu vylepšil Michal Krčmář, který udělal jedinou chybu při druhé střelbě. V druhé polovině závodu se zlepšoval a v cílové rovině bojoval ještě s Italem Hoferem a Švýcarem Wegerem, ale podlehl jim o desetiny sekundy a dojel osmý. „Vyjížděl do cílové rovinky jako třetí a ty metry mu pak chyběly, protože Hofer ani Weger nejsou špatní sprinteři,“ komentoval to trenér Ondřej Rybář v České televizi. Ondřej Moravec sice rychle běžel (dosáhl čtvrtého nejlepšího času), ale na střelnici třikrát chyboval a tak dojel na 13. místě. Vyhrál Martin Fourcade, i když opět rychleji běžel i střílel Nor Johannes Thingnes Bø. Fourcade udělal na střelnici jen jednu chybu při druhé střelbě a když Nor chyboval i dále, Francouz se v polovině závodu dostal do čela a tuto pozici si udržel až do cíle. Po poslední střelecké položce si dovolil kontroverzní gesto, kdy neodjel ihned ze střelnice, ale nejdříve se otočil k ještě střílejícím norským závodníkům.

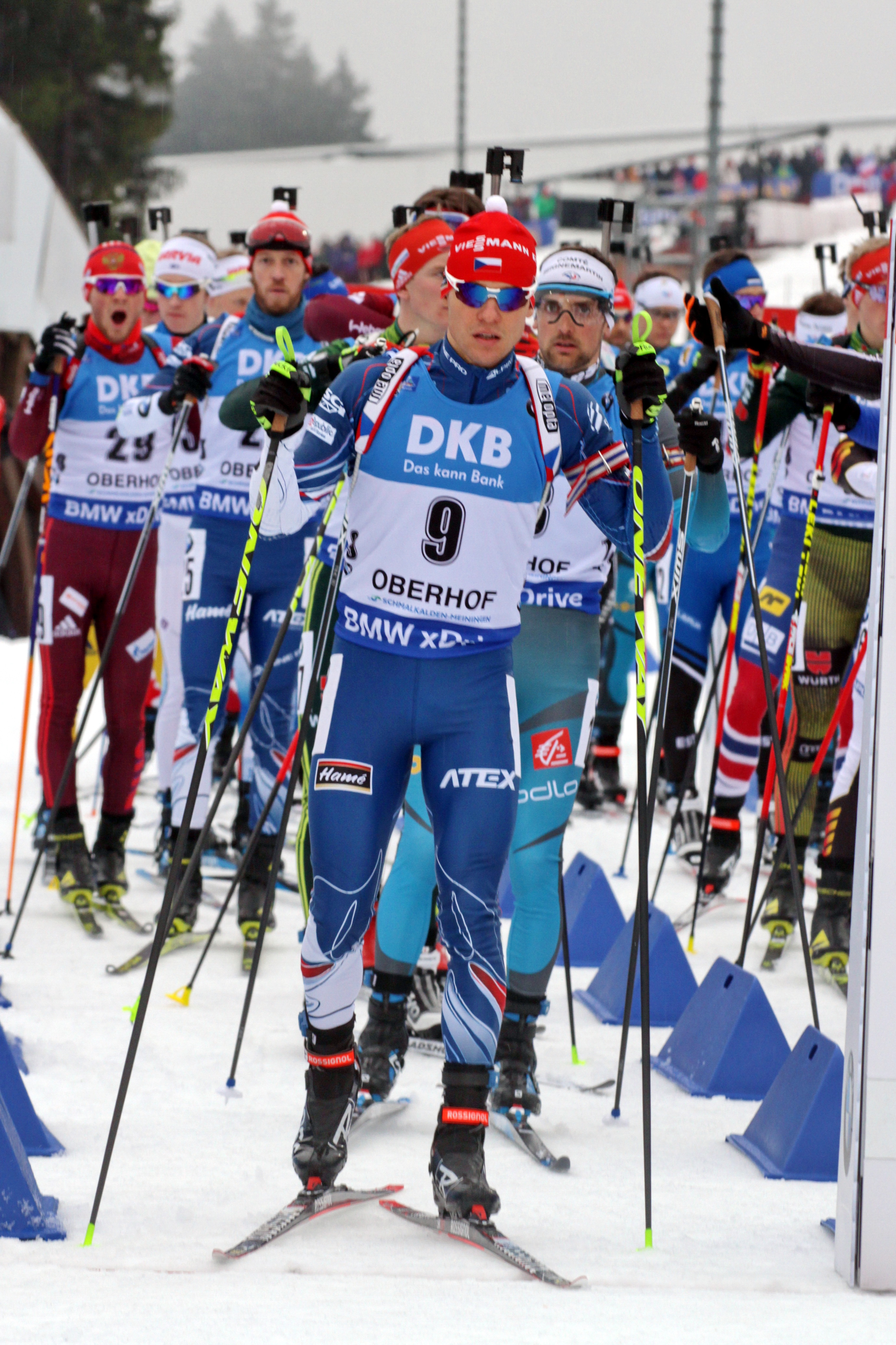
Michal Krčmář na startu stíhacího závodu

### Štafety
V neděli se podmínky v Oberhofu zhoršily: kromě mlhy přibyl i silnější vítr. Eva Puskarčíková na prvním úseku střílela vleže rychle a čistě a na chvíli se dostala do průběžného vedení. Vstoje však třikrát dobíjela a předávala jako sedmá. Jessica Jislová musela vstoje na jedno trestné kolo a české reprezentantky klesly na desáté místo. Markéta Davidová sice nemusela na trestné kolo, ale i díky problémům se zbraní české štafetě nepolepšila. Veronika Vítková pak stahovala náskok polské štafety, ale díky většímu počtu dobíjení ji nepředjela. České reprezentantky sice rychle běžely, ale musely dobíjet celkem 18×, nejvíce ze všech týmů, a dojely jako desáté.
Favorizované Němky, které vyhrály všechny předchozí štafetové závody, na prvním úseku propadly, když Vanessa Hinzová musela na trestné kolo a předávala na 18. místě. V průběhu třetího úseku se sice dostaly do čela, ale Maren Hammerschmidtová však po poslední střelbě musela na trestné kolo a tak vyhrály Francouzky. Překvapily třetím místem Švédky, které se především dobrou střelbou po většinu závodu udržovaly mezi nejlepšími. 
Při závodě mužů se počasí ještě více zhoršilo. Mlha zhoustla a zvláště u druhé skupiny závodníků jury rozhodovala, jestli závod neukončit. V prvním úseku musel Tomáš Krupčík po první střelbě na jedno a po druhé na tři trestná kola. Česká štafeta tak klesla na předposlední 25. místo. Na druhém úseku startoval poprvé v světovém poháru Ondřej Hošek. Vleže chyboval jen jednou, ale vstoje čtyřikrát a taky absolvoval trestné kolo. Ondřej Moravec sice zlepšil pozici českého družstva z 20. na 14. místo, ale Michal Krčmář vleže nesestřelil čtyři terče, jel taky na trestné kolo a štafetu už výše neposunul. Ta navíc byla v souladu s pravidly zadržena v závodě, protože vedoucí závodník ji předjel o jedno kolo. Tím byl Fredrik Lindström, který se při poslední střelbě dostal před italskou štafetu a zasloužil se tak o největší úspěch švédského týmu. Velkým překvapením byl výkon Belgičanů, kteří sice dojeli na 13. místě, ale až do začátku třetího úseku se drželi v čele. Naopak zklamáním byla šestá pozice, na které skončila vinou deseti trestných kol německá štafeta.

## Pořadí zemí
| Pořadí | Země      | 1. místo | 2. místo | 3. místo | Celkově |
| ------ | --------- | -------- | -------- | -------- | ------- |
| 1.     | Francie   | 3        | 0        | 0        | 3       |
| 2.     | Slovensko | 2        | 0        | 0        | 2       |
| 3.     | Švédsko   | 1        | 0        | 1        | 2       |
| 4.     | Norsko    | 0        | 2        | 3        | 5       |
| 5.     | Itálie    | 0        | 2        | 0        | 2       |
| 6.     | Německo   | 0        | 1        | 0        | 1       |
| 6.     | Finsko    | 0        | 1        | 0        | 1       |
| 8.     | Česko     | 0        | 0        | 1        | 1       |
| 8.     | Ukrajina  | 0        | 0        | 1        | 1       |
|        | Celkem    | 6        | 6        | 6        | 18      |

## Umístění na stupních vítězů

### Muži
| Disciplína              | První místo                                                                   | Výkon     | Druhé místo                                                         | Výkon     | Třetí místo                                                               | Výkon     |
| Sprint (10 km)          | Martin Fourcade                                                               | 25:03,3   | Emil Hegle Svendsen                                                 | 25:11,4   | Johannes Thingnes Bø                                                      | 25:13,5   |
| Stíhací závod (12,5 km) | Martin Fourcade                                                               | 26:57,3   | Johannes Thingnes Bø                                                | 27:13,6   | Tarjei Bø                                                                 | 27:24,2   |
| Štafeta (4×7,5 km)      | Švédsko Martin Ponsiluoma Jesper Nelin Sebastian Samuelsson Fredrik Lindström | 1:19:44,1 | Itálie Thomas Bormolini Lukas Hofer Dominik Windisch Thierry Chenal | 1:20:54,9 | Norsko Vetle Christiansen Henrik L'Abée-Lund Erlend Bjøntegaard Tarjei Bø | 1:21:48,7 |

### Ženy
| Disciplína            | První místo                                                                      | Výkon     | Druhé místo                                                                           | Výkon     | Třetí místo                                                                     | Výkon     |
| Sprint (7,5 km)       | Anastasia Kuzminová                                                              | 22:23,7   | Kaisa Mäkäräinenová                                                                   | 22:59,1   | Veronika Vítková                                                                | 23:03,8   |
| Stíhací závod (10 km) | Anastasia Kuzminová                                                              | 30:49,5   | Dorothea Wiererová                                                                    | 31:53,9   | Vita Semerenková                                                                | 31:59,7   |
| Štafeta (4×6 km)      | Francie Anaïs Bescondová Anaïs Chevalierová Celia Aymonierová Justine Braisazová | 1:12:42,4 | Německo Vanessa Hinzová Denise Herrmannová Franziska Preussová Maren Hammerschmidtová | 1:13:14,8 | Švédsko Linn Perssonová Anna Magnussonová Elisabeth Hogbergová Mona Brorssonová | 1:13:30,2 |